# Marina de La Riva (álbum)
Marina de La Riva é o álbum de estreia gravado pela cantora brasileira Marina de La Riva. Lançado em 2007 pelo selo Mousike, a sua distribuição foi feita pela gravadora Universal Music.
Com o disco, Marina conquistou o prêmio APCA em 2007 por revelação feminina (categoria música popular). O álbum foi indicado ao Prêmio Tim de Música de 2007. Foi escolhido como um dos melhores de 2007 por Sérgio Martins (Veja), Lauro Lisboa Garcia (O Estado de S. Paulo) e Pedro Alexandre Sanches (Carta Capital). Na lista de os melhores CDs e músicas de 2007 da revista Rolling Stone, estão presentes este álbum e a canção “Sonho Meu”.[carece de fontes?]

## Produção
Uma das músicas mais famosas do Brasil, sucesso do carnaval de 1930, Ta-hí foi a composição de maior destaque de Joubert de Carvalho e o primeiro grande hit de Carmen Miranda, que fez seu disco vender mais de 35 mil unidades (à época, para se ter uma ideia, grandes artistas vendiam geralmente 1000 cópias). Originalmente, o título da música é “Pra você gostar de mim”, mas Ta-hí foi como ficou conhecido pelo povo.
Sobre Sonho Meu, a intérprete disse: "Este samba é um laço do meu disco. Gostaria que as pessoas compreendessem nas entrelinhas que todos temos sonhos e são eles que dão ação à vida; devemos ir atrás deles". Sobre a canção Mariposa, em entrevista à Rádio CBN, Marina comentou que “A parte oriental de Cuba foi colonizada pelos franceses que introduziram a contradança. Habanera é um gênero musical cubano que vem da contradança. Essa música, Mariposa, na verdade tem uma introdução, La Comparsa, também de Ernesto Lecuona, que é um maestro importantíssimo para a cultura cubana. Essa habanera termina em tchá, que é um outro gênero musical. Mesmo que mariposa em espanhol queira dizer borboleta, em Cuba mariposa é o nome de um passarinho pequenininho que canta lindamente, e é todo colorido. Por isso é ‘Mariposa de lindos colores que em mi patio cantas al atardecer’”. Marina era carinhosamente chamada de Mariposa pelos seus familiares.
La Caminadora quase ficou de fora do disco, já que a princípio não estava inclusa no repertório. Foi um amigo cubano de Marina que cantarolou os primeiros versos da canção, e lançou, assim, a vontade em Marina de gravar esta música. Quando menina, seus pais não gostavam que se andasse dentro de casa de chinelo e fizesse barulho. No entanto, quando não havia ninguém por perto, Marina gostava de descer as escadas da casa cantando La Mulata Chancletera e, com os chinelos, marcando o ritmo da música: "Quando comecei a gravar Adeus Maria Fulô, imediatamente me lembrei da Chancletera e decidi unir as canções, apesar dos andamentos tão diferentes." 

## Faixas
| N.º            | Título                                              | Compositor(es)                                            | Arranjo                                | Duração |  |
| 1.             | "Tin Tin Deo / Xote das Meninas"                    | Chano Pozo / Zé Dantas, Luiz Gonzaga                      | Marina de La Riva, Ricardo Castellanos | 3:15    |  |
| 2.             | "Central Constancia"                                | Enrique Jorrín                                            | Alfred Thompson                        | 5:42    |  |
| 3.             | "Ta-Hí! (Pra Você Gostar De Mim)" (ft. Davi Moraes) | Joubert de Carvalho                                       | Davi Moraes                            | 4:24    |  |
| 4.             | "Drume Negrita"                                     | Ernesto Grenet                                            | Marina de La Riva, Ricardo Castellanos | 3:04    |  |
| 5.             | "Ojos Malignos / Sampa" (ft. Chico Buarque)         | Juan Pichardo Cambier / Caetano Veloso                    | Marina de La Riva, Pepe Cisneros       | 3:37    |  |
| 6.             | "Sonho Meu / Cultivo Una Rosa Blanca"               | Ivone Lara, Délcio Carvalho / José Martí                  | Marina de La Riva                      | 3:21    |  |
| 7.             | "Mariposa / La Comparsa"                            | Ernesto Lecuona                                           | Marina de La Riva, Pepe Cisneros       | 4:48    |  |
| 8.             | "La Caminadora" (ft. Francis)                       | Néstor Mili                                               | Marina de La Riva, Alfred Thompson     | 3:49    |  |
| 9.             | "Adeus, Maria Fulô / La Mulata Chancletera"         | Humberto Teixeira, Sivuca / Ernesto Lecuona, G. Galarraga | Marina de La Riva, Davi Moraes         | 4:07    |  |
| 10.            | "Tengo Un Nuevo Amor"                               | Ernesto Lecuona, Alvaro Suárez                            | Marina de La Riva, Ricardo Castellanos | 2:47    |  |
| 11.            | "Juramento" (ft. Davi Moraes)                       | Miguel Matamorros                                         | Davi Moraes                            | 3:59    |  |
| 12.            | "Pensamiento / Siempre In Mi Corazón"               | Rafael Gómez / Ernesto Lecuona                            | Papi Oviedo, Marina de La Riva         | 3:32    |  |
| 13.            | "Si Llego A Besarte / Estrada do Sol"               | Luis Casas Romero / Tom Jobim, Dolores Duran              | Marina de La Riva, Ricardo Castellanos | 3:30    |  |
| 14.            | "Te Amaré Y Después"                                | Silvio Rodríguez                                          | Pepe Cisnero                           | 4:20    |  |
| Duração total: | Duração total:                                      | Duração total:                                            | Duração total:                         | 54:21   |  |

## Recepção

### Crítica profissional
Segundo a Folha de S.Paulo, ela é mais uma revelação, mas não mais uma "cantora eclética", já que sua opção é clara e corajosa.
Já Tárik de Souza (do Jornal do Brasil) elogia a originalidade da cantora: "Com exceção da surrada Drume negrita (Ernesto Grenet), do repertório de Bola de Nieve, onde sua voz límpida soa mais próxima de Zizi Possi, as escolhas turbinam o disco de originalidade".  Já para a revista Veja, a artista “mostra como ser moderna sem apelar para o cruzamento de música eletrônica e MPB, mistureba que já deu o que tinha que dar”, além de afirmar que a intérprete apresenta o melhor do universo cubano e brasileiro.
“Cantoras brasileiras surgem tantas a cada estação que às vezes fica difícil para o público escolher qual vale a pena conhecer e acompanhar. A diferença no impacto do lançamento às vezes se deve apenas ao cacife promocional. Outras se impõem pela personalidade ou pelo inusitado. Marina de la Riva tem um pouco disso tudo ao seu redor e vem sendo bem falada no meio cultural já há algum tempo” foi o parecer dado pelo jornal O Estado de S. Paulo, o qual elogiou ainda “a bela e afinada voz” da cantora.
Bastante positiva também foi a avaliação feita por Pedro Alexandre Sanches, crítico de música da Carta Capital, haja vista o fato de elogiar a cantora por assumir o sincretismo Cuba-Brasil presente em suas raízes familiares e apostar nele (ao contrário do que muitos artistas já fizeram) e de afirmar que “Marina de la Riva é representante notável de um novo momento da música local, que sucede os anos recentes em que dezenas de novos artistas se projetaram sob a asa protetora e o peso de serem filhos (e supostamente herdeiros musicais) de Elis Regina, João Gilberto, Caetano Veloso, Djavan, Jair Rodrigues, Baby do Brasil, Zezé di Camargo e outros. Em sua vez de tentar se impor num meio de criatividade e eficácia comercial cada vez mais estranguladas, Marina de la Riva também chega como filha, mas não mais a filha de uma mãe ou um pai famoso, e sim filha de uma ideia, uma mistura, uma cicatriz aberta, um desejo novamente vivo de união”.
Nelson Motta, da Rádio Eldorado, elogiou o CD, qualificando-o como belo. E Chris Mello, do Em Cena, programa desta mesma rádio, classificou Marina como “a nova aposta MPB” , dizendo que ela é “uma cantora pronta para estourar”. Ademir Correa, da Rolling Stone Brasil, deu a nota máxima para o CD (5 estrelas), tendo este mesmo veículo de comunicação escolhido a música “Sonho Meu” como  a 23ª melhor música nacional de 2007 e o CD de Marina como o 16° melhor disco nacional de 2007.

## Ficha técnica
- Marina de La Riva – vocal principal, arranjo
- Chico Buarque – vocal principal (faixa 5)
- Adel Gonzalez Gómez – bongô, cajón, claves, conga, guiro, kata, maraca, pandeiro (faixa 7), xequerê
- Alfred Thompson – arranjo (faixa 2; faixa 8)
- Antonio Portuondo – timbal
- Daniel Alcântara – trompete (faixa 13)
- Davi Moraes – arranjo (faixa 3; faixa 9; faixa 11), banjo, guitarra, palmas, percussão, violão
- Elis Regina Ramos Martinez – violoncelo
- Fabián García Caturía – contrabaixo
- Guello – berimbau, pandeiro (faixa 1)
- Juan Ceruto – flauta
- Leo Reis – afoxé, agogô, bongô (faixa 11), campana, conga, derbak, ganzá, guiro, palmas, pandeiro, surdo, triângulo, tontons, zabumba
- Marcio Arantes – contrabaixo (faixa 13)
- Miguelito Valdés – flugel, trompete
- Osíris Valdés – violino
- Papi Oviedo – arranjo (faixa 12), tres
- Pepe Cisneros – arranjo (faixa 5; faixa 7; faixa 14), piano (faixa 7; faixa 14)
- Rafael Iniciarte Rodriguez – clarinete
- Ricardo Castellanos – arranjo (faixa 1; faixa 4; faixa 10; faixa 13), piano
- Ricardo Mosca – bateria
- Tadeu Santiago – acordeão (faixa 9), piano (faixa 9)
- Toninho Ferragucci – acordeão (faixa 11)
- Webster Santos – bandolim, cavaco, violão (faixa 5; faixa 6;)